# The Evil Dead (videogioco)
The Evil Dead è il primo videogioco basato sul franchise La casa (anche se al tempo consisteva solo nel film omonimo). Fu pubblicato nel 1984 per Commodore 64, BBC Micro e ZX Spectrum; quest'ultima versione venne distribuita gratuitamente insieme a Cauldron.

## Modalità di gioco
Il giocatore controlla Ash Williams all'interno dello chalet in cui si ambienta il primo film. Scopo del gioco è esplorare l'abitazione e chiudere tutte le finestre per impedire ai mostri di entrare, e allo stesso tempo uccidere i mostri già all'interno con le armi che è possibile trovare in giro (pale, fucili e asce). La salute di Ash diminuisce quando viene attaccato e quando uccide un nemico. Per recuperare energia deve trovare una nuova arma. Sconfitti tutti i mostri all'interno dello chalet, da qualche parte nello stesso comparirà il Necronomicon, il quale dovrà essere distrutto per sconfiggere la malvagia entità e completare il gioco.